# 摩尼遊戯TOKOYO
『摩尼遊戯TOKOYO』（まにゆうぎとこよ）とは、2018年3月26日にSteamにて配信されたコンピュータゲームである。
日本の仏教の世界観を基にしたシューティングゲームである本作は、回転させると読経と同じくらいの功徳を得られるマニ車のようにゲームを繰り返して遊ぶことで徳を積むというコンセプトで開発された。。
なお、Nintendo 3DSへの移植の予定もあったが、最終的には実現されなかった。

## システム
プレイヤーは僧侶となり、瞑想の中で木魚に乗って六道巡りの旅に出るという内容である。
プレイヤーはチュートリアルの後、10個の二択式の質問に答え、その回答によって読経の回数分の功徳がプレイヤーのHPの初期値として設定されるる。
本作における敵はさまよえる魂であり、プレイヤーは自機である木魚から「よしよし」の文字を発出して魂を鎮める形で敵を倒し、功徳を高めていく。
「ナム（南無）のお札」はボムに相当し、3枚まで持つことができる。
逆に、魂の投げかける言葉や障害物にぶつかると功徳は減り、0になるとゲームオーバーとなる。
元々本作はニンテンドー3DS向けに開発されたため、画面構成は縦長の画面を二分割したようになっており、プレイヤーは画面下部内でしか移動できない。
ステージは全部で6つあり、それぞれ「表輪廻」と「裏輪廻」と呼ばれる二つの世界を内包している。ステージ内にはさまよえる魂のほかにも、「む」で構成された黒い障害物もあり、「む」にぶつかると功徳が大幅に減少する。このため、基本的には「表輪廻」と「裏輪廻」を切り替えることで「む」との衝突を回避できる。
各ステージには六観音がボスキャラクターとして待ち受けており、ボス戦は「観音様にお参りに行く」という意味合いを持っている。また、六観音は「表輪廻」と「裏輪廻」の2つの体力ゲージを持っているため、お参りを成功させるためには世界の切り替えが重要となる
各ステージにいる魂は、何度か「よしよし」すると寺に住み着くほか、各ステージでハイスコアを獲得すると六観音をお堂にまつることができる。

### システム
本作の特徴として、各ステージごとに独自のシステムが組み込まれていることがあげられる。
天道
基本的なシステムを持っている。ボスは如意輪観音。
人間道
魂を救うごとにお金が貯まり、自機のショットがお金に変化し、自機がパワーアップするたびに木魚から醜い姿に変化する。ボスは准胝観音。
畜生道
このステージでは自機が木魚から動物に変化し、世界の切り替えによって動物が変化する。ボスは馬頭観音。
地獄道
このステージのみ、ステージ上に表示される質問の回答によって世界の切り替えが行われるため、回答次第では「む」の回避に支障が出ることもある。
ボスは聖観音
餓鬼道
このステージのみ空腹ゲージが設定されている。空腹ゲージは時間の経過とともに少しずつ減っていくため、鎮めた魂からいただいた食べ物を食べ続ける必要がある。ボスは千手観音。
修羅道
一定区間ごとに画面のスクロールの速度が上がる。ボスは十一面観音。

## 開発

### 背景
作者のたかくらかずきは、Adobe Photoshopで描いたイラストをSNSにアップロードする際、SNS側でピクセル数の制約があったため、その制約に合わせる中でドット絵のようなイラストを描くようになった。
この時点でたかくらは、ドット絵を作成する際のルールについてはこだわっていなかったが、映像作家の大月壮の依頼を受け、ゲーム風のドット絵を制作した。
その後、たかくらはレトロゲームにおけるドット絵の使用方法について興味を持ち、「ピクセルアウト」という企画展で出会ったゲーム関係者から「昔はドット絵を作る際に、1ピクセルずつ表示されるLEDをテスト用に作っていた」ということを知り、さらに興味を抱いた。
たかくらは福島県いわき市を何度か訪れ、そこで開かれる様々な祭りがマニ車に似ていることに気づく。
たかくらはマニ車の中のお経がプログラムコードに似ていることにも気づき、「プログラムコードを実装して功徳に変換するシューティングゲーム」のアイデアへと発展させ、本作の開発に乗り出した。
縦スクロールシューティングゲームの構図が涅槃図や羅漢図などの仏教絵画を思わせることから、本作のジャンルとして選ばれた。
本作の最初のバージョンは、カオス*ラウンジ新芸術祭2015『怒りの日』にて公開された。

### 『摩尼遊戯TOKOYO』輪廻MIX
2018年7月21日～22日に開かれた「現代美術ヤミ市」では、公式MOD『摩尼遊戯TOKOYO』輪廻MIX（以下：輪廻MIX版）が公開された。
輪廻MIX版は、ヌケメ、梅沢和木、シシヤマザキ、山内祥太、GraphersRock、杉山峻輔の6人によるアレンジステージが収録されている。このうち、人間道を担当した梅沢和木は輪廻MIX版のステージ制作にあたり、「あえて見づらくして難易度を上げよう」と考え、「過剰な情報量」をテーマに、自身の作品を引用しながら、音楽ゲームのプレイ画面のようなアレンジを施した。